# Paper Mâché Dream Balloon
Paper Mâché Dream Balloon è il settimo album in studio del gruppo musicale di rock psichedelico australiano King Gizzard & the Lizard Wizard, pubblicato il 13 novembre 2015 sul profilo Bandcamp della band, e una settimana dopo distribuito dalla Heavenly Records. L'intero lavoro è stato registrato interamente con strumenti acustici.
| Recensione   | Giudizio |
| ------------ | -------- |
| AllMusic     | [ 2 ]    |
| The Guardian | [ 3 ]    |
| musicOMH     | [ 4 ]    |
|              | 71/100   |

## Tracce
Testi e musiche di Stu Mackenzie, eccetto dove indicato.
1. Sense – 3:30
2. Bone – 2:16
3. Dirt – 2:50 (Joey Walker)
4. Paper Mâché Dream Balloon – 2:39
5. Trapdoor – 2:38
6. Cold Cadaver – 2:43
7. The Bitter Boogie – 4:29 (Ambrose Kenny-Smith, Mackenzie)
8. N.G.R.I. (Bloodstain) – 2:25
9. Time = Fate – 2:26 (Cook Craig)
10. Time = $$$ – 2:04
11. Most of What I Like – 3:17 (Walker)
12. Paper Mâché – 2:29 (Craig, Walker, Mackenzie)

Durata totale: 33:46

## Formazione
- Michael Cavanagh – batteria, conga, bonghi
- Ambrose Kenny-Smith – armonica, cori, voce secondaria (7)
- Stu Mackenzie – voce principale, chitarra acustica, pianoforte, flauto, clarinetto, contrabbasso, basso elettrico, violino, sitar, batteria, percussioni
- Cook Craig – chitarra acustica, voce principale (9), basso elettrico, contrabbasso
- Joey Walker – chitarra acustica, voce principale (3 e 11), cori, contrabbasso, percussioni
- Lucas Skinner – basso elettrico, pianoforte
- Eric Moore - niente